# Denys Ier d'Antioche
Pour les articles homonymes, voir Denys Ier.
Denys Ier, ou Denys de Tell-Mahré (en syriaque Diunosios Tell-Maḥroyo, en latin Dionysius Telmaharensis) est un patriarche d'Antioche de l'Église jacobite, intronisé en juin 818, mort le 22 août 845.

## Biographie
Sa biographie se trouve chez Bar-Hebraeus (Chron. eccl., I, 347-385). Il était natif de Tell-Mahré, un village situé entre Ar-Raqqa (l'ancien Callinicum) et Hisn Maslama, près de la rivière Balikh, et appartenait à une riche et ancienne famille de la région. Il fit ses études dans le monastère de Kennesrin. Il y était encore quand l'établissement fut détruit par le feu en 815, et les moines dispersés. Lui-même alla s'installer dans le monastère de Kaisum, près de Samosate. Il se consacrait entièrement à des études historiques.
Le patriarche régnant, Cyriaque de Tikrit, était en querelle avec les moines de Gubbo Barroyo, près de Mabboug : il s'agissait de l'usage de l'expression « pain céleste » (laḥmo shmayono) dans la liturgie de l'Eucharistie. Les mécontents avaient élu un anti-patriarche : le moine Abraham, du couvent Mor Gabriel de Qartamin (aujourd'hui Yayvantepe, près d'Ergani).
Après la mort du patriarche Cyriaque en 817, un synode électoral, marqué par la crise, se tint à Ar-Raqqa : après de longs débats, Théodore, évêque de Kaisum, proposa l'élection de Denys, qui fut très majoritairement approuvée, y compris par le maphrien Basile Ier. Denys, qui n'était alors que moine, fut amené à Ar-Raqqa ; le vendredi 16 août, il fut fait diacre dans le monastère de l'Estuno (du Pilier), le samedi il fut fait prêtre dans le monastère de Mor Zakhay, et le dimanche 18 août il fut consacré patriarche dans la cathédrale dans une cérémonie présidée par Théodose, évêque de la ville.
Denys commença son pontificat par une tournée des diocèses de son ressort. Il bénéficia du soutien du gouverneur musulman de la Syrie, Abdallah ibn Tahir, contre son concurrent Abraham de Qartamin. Il ne se rendit pas dans le ressort du maphrien, car Basile Ier ne jugeait pas le moment favorable.
En 825, Abdallah ibn Tahir fut envoyé en Égypte pour y mater une rébellion, et il y resta comme gouverneur jusqu'en 827. Il fut remplacé en Syrie par son frère Mohammed ibn Tahir, qui était bien moins favorable aux chrétiens, et qui fit détruire des bâtiments qu'ils avaient édifiés à Édesse. Denys fit alors un voyage en Égypte, en compagnie de son frère l'évêque Théodose d'Édesse, pour obtenir une intervention d'Abdallah, qui eut lieu. À son retour, il trouva la crise de son Église aggravée par le ralliement de l'évêque Philoxène de Nisibe à Abraham de Qartamin.
En 829, il se rendit à Bagdad pour y rencontrer le calife al-Mamoun à propos d'un édit qu'il avait promulgué sur l'organisation de la communauté juive. Pendant son séjour dans la capitale, il y eut une dispute entre chrétiens qui fut tranchée devant le calife. Puis Denys se rendit à Tikrit et à Mossoul et consacra un nouveau maphrien, Daniel, pour remplacer Basile décédé.
En 830, le calife al-Mamoun mena une campagne militaire contre l'Empire byzantin, et à son retour Denys le rejoignit à Damas, puis l'accompagna en Égypte, où les Coptes du pays de Bachmour (est du Delta) s'étaient révoltés. Ses tentatives de médiation, aux côtés du patriarche copte, n'eurent aucun effet, et les rebelles furent écrasés par le calife et son général Afchin. Pendant ce séjour en Égypte, Denys s'intéressa aux vestiges de l'Antiquité : les pyramides, les obélisques d'Héliopolis, les nilomètres ; il consulta les chroniques historiques des Coptes.
En 835, il se rendit à Tikrit pour régler une dispute entre l'Église de cette ville et le monastère Mor Mattay, et pour consacrer le maphrien Thomas, successeur de Daniel. De là, il gagna Bagdad pour être reçu par al-Mutasim, successeur d'al-Mamoun. Il rencontra dans la capitale le fils du roi de Nubie, lui aussi en visite auprès du calife.
Les dernières années de son pontificat furent assombries par une dégradation de la situation des chrétiens dans les territoires sous domination musulmane. Il mourut le 22 août 845 et fut enterré dans le monastère de Kennesrin, qu'il avait fait reconstruire après l'incendie de 815.

## Œuvre
Il était l'auteur d'une œuvre historiographique importante qui, jusqu'au début du XXe siècle, a été identifiée à la chronique universelle se trouvant dans le manuscrit Vat. syr. 162, rapporté d'Égypte par Joseph-Simonius Assemani en 1717. On sait aujourd'hui que cet ouvrage, appelé Chronique du Pseudo-Denys de Tell-Mahré, n'est pas de lui. Michel le Syrien écrit que sa Chronique à lui était composée de deux parties (1re partie : histoire ecclésiastique ; 2e partie : histoire profane), subdivisées chacune en huit chapitres, et couvrait une période de deux cent soixante ans, depuis l'avènement de l'empereur Maurice (582) jusqu'à la mort de l'empereur Théophile (843). Cette Chronique a été exploitée (et est citée) par Élie de Nisibe, Michel le Syrien et l'auteur anonyme de la Chronique de 1234. Il en existe d'autre part un court extrait dans un autre manuscrit de J.-S. Assemani, le Vat. syr. 144 (publié dans la Bibl. Orient. II).
La préface de la première partie est citée assez longuement par Michel le Syrien, et Denys y donne, non exactement ses sources, mais les auteurs et les ouvrages qu'il connaît : on y relève notamment Jacques d'Édesse et Théophile d'Édesse, sur l'œuvre historiographique duquel Denys porte un jugement détaillé. On voit aussi dans ce passage que l'évêque Théodose d'Édesse, frère de Denys, avait aussi écrit, avant lui apparemment, un ouvrage d'histoire ecclésiastique. D'autre part, par un autre passage cité également par Michel le Syrien, on comprend que Denys connaissait aussi la chronique byzantine de Georges le Syncelle/Théophane le Confesseur (qui ne sont pas nommés, mais il est question d'un historien appartenant à l'Église byzantine qui « a porté des accusations » contre l'empereur Nicéphore Ier).